# Pawel Nikolajewitsch Cholopow
Pawel Nikolajewitsch Cholopow (russisch Павел Николаевич Холопов; * 6. Juni 1922 in Ust-Syssolsk; † 13. April 1988 in Moskau) war ein russischer Astronom und Hochschullehrer.

## Leben
Cholopow studierte in der astronomischen Abteilung der mechanisch-mathematischen Fakultät der Lomonossow-Universität Moskau (MGU) mit Abschluss 1946. Darauf wurde er wissenschaftlicher Mitarbeiter im Astronomischen Rat der Akademie der Wissenschaften der UdSSR (AN-SSSR, seit 1991 Russische Akademie der Wissenschaften (RAN)). 1953 wurde er zum Kandidaten der physikalisch-mathematischen Wissenschaften promoviert. Cholopows Forschungsschwerpunkte waren die Veränderlichen Sterne und die Sternhaufen. Ab 1946 beteiligte er sich an der Katalogisierung der Veränderlichen Sterne.
1960 wechselte Cholopow zum Sternberg-Institut für Astronomie (GAISch) der MGU und leitete die Abteilung für Veränderlichen Sterne. Dort leitete er zusammen mit Boris Wassiljewitsch Kukarkin die Katalogisierung der Veränderlichen Sterne, die zum General Catalogue of Variable Stars führte. Nach Kukarkins Tod führte er die Arbeit weiter. Als 1978 die Abteilung für Veränderliche Sterne mit der Abteilung für Galaxien vereinigt wurde, blieb Cholopow Leiter der vereinigten Abteilung. Daneben lehrte er an der MGU. Er war Doktor der physikalisch-mathematischen Wissenschaften und Professor. Juri Nikolajewitsch Jefremow gehörte zu seinen Schülern.
Cholopow entwickelte eine Methode zur Bestimmung und zahlenmäßigen Charakterisierung der räumlichen Sterndichte in Kugelsternhaufen. Er untersuchte die Strukturen einer großen Zahl von Kugelsternhaufen und offenen Sternhaufen. Er fand einheitliche Strukturen in den unterschiedlichen Sternhaufen. Er betrachtete kritisch das Problem der dynamischen Evolution der Sterngruppierungen  und formulierte Argumente für die Stabilität der Sternhaufen NGC 6231, Chi Persei, h Persei, des Sternsystems θ1-Orionis und anderer. Mit den Ergebnissen seiner Untersuchungen legte er den Anfang der Hauptreihe des Hertzsprung-Russell-Diagramms fest. Er untersuchte eine große Zahl Veränderlicher Sterne, insbesondere junge Objekte in diffuser Umgebung. Er entwickelte eine Methode zur Bestimmung der Perioden der Veränderlichen Sterne mit dem Computer. Er war Mitglied der Internationalen Astronomischen Union (IAU) und arbeitete in deren Kommissionen 27 Variable Stars und 37 Star Clusters & Associations mit.
Cholopow wurde auf dem Wagankowoer Friedhof begraben.
Cholopows Namen trägt der Asteroid (70418) Kholopov.

## Ehrungen
- Medaille für die Entdeckung neuer astronomischer Objekte des Astronomischen Rates der AN-SSSR[2]